# Свято-Троицкий собор (Каменск-Уральский)
Свято-Троицкий кафедральный собор — православный храм в городе Каменск-Уральский в Свердловской области.
Постановлением Правительства Свердловской области № 859-ПП от 28 декабря 2001 года присвоен статус памятника архитектуры регионального значения.
|                                                        | Сочетание старой, сохранившей раннеклассические черты, основной части храма с новой, решенной уже в период расцвета стиля, придают особое очарование, свойственное лучшим сооружениям школы Казакова. Сложный силуэт, разнообразие портиков, эскедры приделов, мощная, и вместе с тем, стройная ротонда колокольни с коринфскими колоннами на фоне пилонов аркады с высоким аттиком, облегченным полуциркульными проемами, которые развили сходный мотив Спасской церкви, а также мажорная тональность ставят Троицкую церковь в Каменске в ряд лучших произведений культового зодчества первой трети XIX в. не только на Урале, но и во всей России. |
| профессор, кандидат искусствоведения В. Е. Звагельской | |

## История
На начальном этапе работы для строительства и благоустройства Каменского завода, а также выплавки чугуна требовалось много рабочих. Правительство приписало к заводу более трёх тысяч крестьян из Катайского и Колчеданского острогов, Камышевской и Багарякской слобод.
Первое здание храма было деревянным. Построена в 1701 году, основной храм освящён во имя Трёх Святителей, придел во имя Артемия Веркольского. Деревянное здание было уничтожено пожаром 1768 года. Через два года, в 1770 году были закончены восстановительные работы второго деревянного здания. Оно просуществовало до 1815 года, когда также было уничтожено пожаром.
Уже в 1790 году было получено разрешение на строительство каменного трёх престольного храма с главным престолом во имя Святой Троицы, и двух приделов: южного — в честь Трех Святителей, северного — в честь святого праведного Артемия Веркольского. Строительство церкви возобновилось по новому проекту. В 1805 году были построены и освящены придельные храмы. Освящение основного храма Святой Живоначальной Троицы состоялось в 1813 году. Над приделами был воздвигнут второй этаж, в коем устроены три престола: во имя Нерукотворенного Образа Спасителя, Тихвинской иконы Божией Матери и святого пророка Илии. К нижнему этажу были пристроены ещё два придела: в южной стороны — в честь Воздвижения Честнего и Животворящего Креста Господня, а с северной — во имя святой великомученицы Параскевы. Таким образом храм стал восьмипрестольный. Храм был устроен старанием и иждивением прихожан. Иконостасы в нижней и в верхней церкви были украшены золочённой резьбою. Позднее под угрозой обрушения новой колокольни было принято решение произвести реконструкцию всей церкви на новом фундаменте.
Реконструкция Свято-Троицкой церкви архитектором М. П. Малаховым

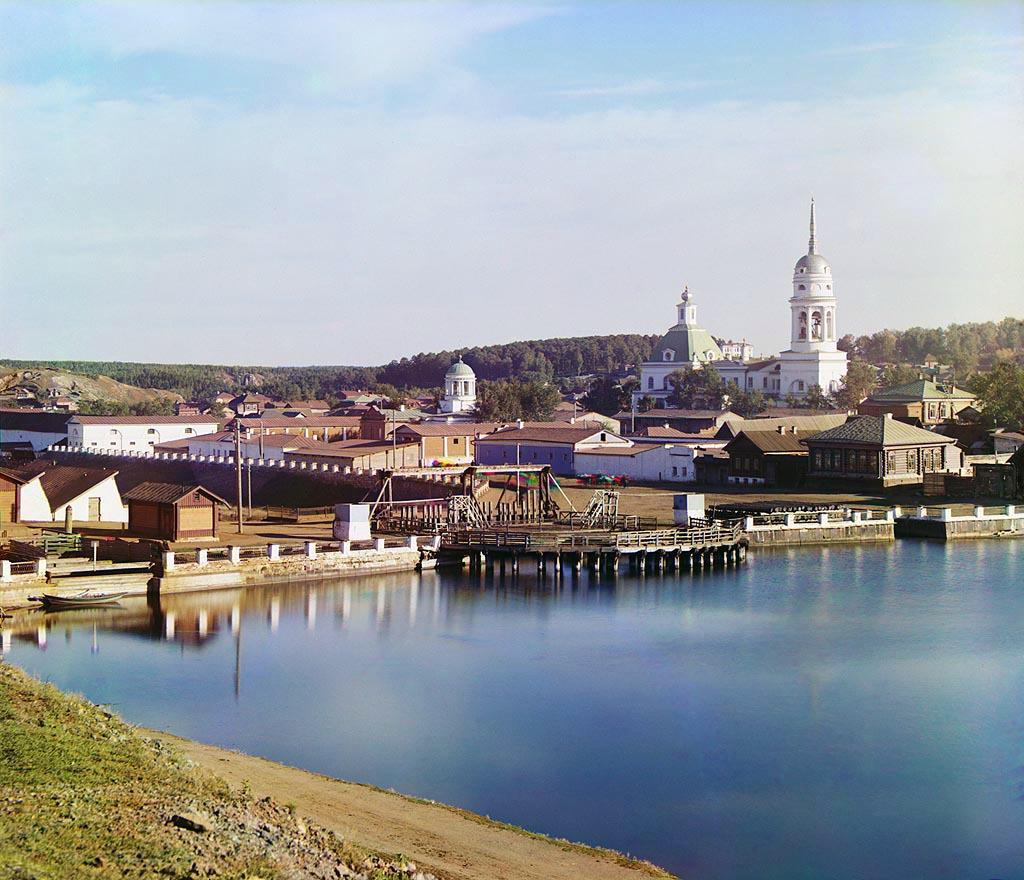
Плотина городского пруда и Свято-Троицкий собор на заднем плане. М. Прокудин-Горский; 1909 год.

Заводские поселения Каменского завод и Свято-Троицкий собор на заднем плане. М. Прокудин-Горский; 1909 год.

Созданием нового проекта руководил главный архитектор Екатеринбургского управления горных заводов Михаил Павлович Малахов. Проект был выполнен в 1821 году. Архитектор обогатил пластику церкви двумя портиками с юга и с севера, надстроил трапезную вторым этажом. Новую колокольню украсили большие арочные трёхчастные окна, величественная коринфская ротонда со сферическим куполом. Завершилась колокольня не шпилем, а четырёхгранным обелиском. В 1828 году в соответствии с новым проектом перестроены приделы и колокольня, вся церковь «совершенно окончена, внутри и снаружи оштукатурена».
Церковь владела торговой площадью — лавками и весами, обширная территория, включавшая магазины по нынешней улице Ленина, часть Соборной площади, здание приюта — здесь были расположены конюшни, а также территория в сторону магазина «Кооператор». Рядом располагалось небольшое церковное кладбище.
В 1912 году Свято-Троицкий храм Каменского завода, наряду ещё с пятью приходскими храмами Екатеринбургской епархии, получил статус собора. 12 августа 1912 года Преосвященный Митрофан после Божественной литургии объявил Указ Священного Синода о возведении Свято-Троицкой церкви в степень штатного.
Советский период
Весной 1918 года было издано постановление изъять из Свято-Троицкой церкви метрические книги, с регистрацией рождений, смертей и браков.
Погиб протоиерей Свято-Троицкого собора Василий Победоносцев. Он был зарублен на станции Синарской. Решением Освящённого Архиерейского собора Русской православной церкви от 2000 года священник Василий Победоносцев причислен к лику святых в чине священномученика.
Собор был закрыт в декабре 1930 года. На жалобу прихожан против закрытия прихода в Москву властями было заведено дело «О закрытии Свято-Троицкого собора», 13 сентября 1930 года на очередном заседании Малого Президиума Уралоблисполкома было принято постановление: «Разрешить Каменскому Райисполкому использовать под культурно-просветительное учреждение здание церкви, закрытой по постановлению Президиума Облисполкома от 3 февраля 1930 года, с обязательным переоборудованием с месячный срок».
Колокольня Свято-Троицкого собора с середины 1930-х и до начала 1940-х годов использовалась в качестве парашютной вышки. Переоборудование данного помещения — верхний этаж — пионер-клуба, нижний — под библиотеку и музей, позже здание церкви было передано на баланс местной швейной фабрики Маяк.
Настоящее время
К моменту передачи собора верующим в 1990 году здание церкви находилось в аварийном состоянии: был разрушен купол с обелиском, не сохранилась роспись из-за забеливания стен, по зданию были проложены различные коммуникации.
13 июля 1990 года был принят документ — проект решения № 231 «О передаче здания Свято-Троицкой церкви — памятника архитектуры XVIII века обществу православных христиан».
В 1998 году Свято-Троицкий собор получил статус Архиерейского подворья. В 1999 году настоятелем был назначен благочинный Южного Церковного округа протоиерей Иоанн Агафонов. 19 декабря 2001 года в день Святителя и Чудотворца Николая Мирликийского архиепископ Екатеринбургский и Верхотурский Викентий освятил престол в главном храме Каменска-Уральского — Свято-Троицком соборе.
В настоящее время кафедральный собор является главным храмом Каменской епархии. При храме действует библиотека. По воскресеньям проходят занятия в церковно-приходской школе. Среди святынь можно выделить икону святого праведного Симеона Верхотурского с частицей мощей, которая постоянно находится в храме.

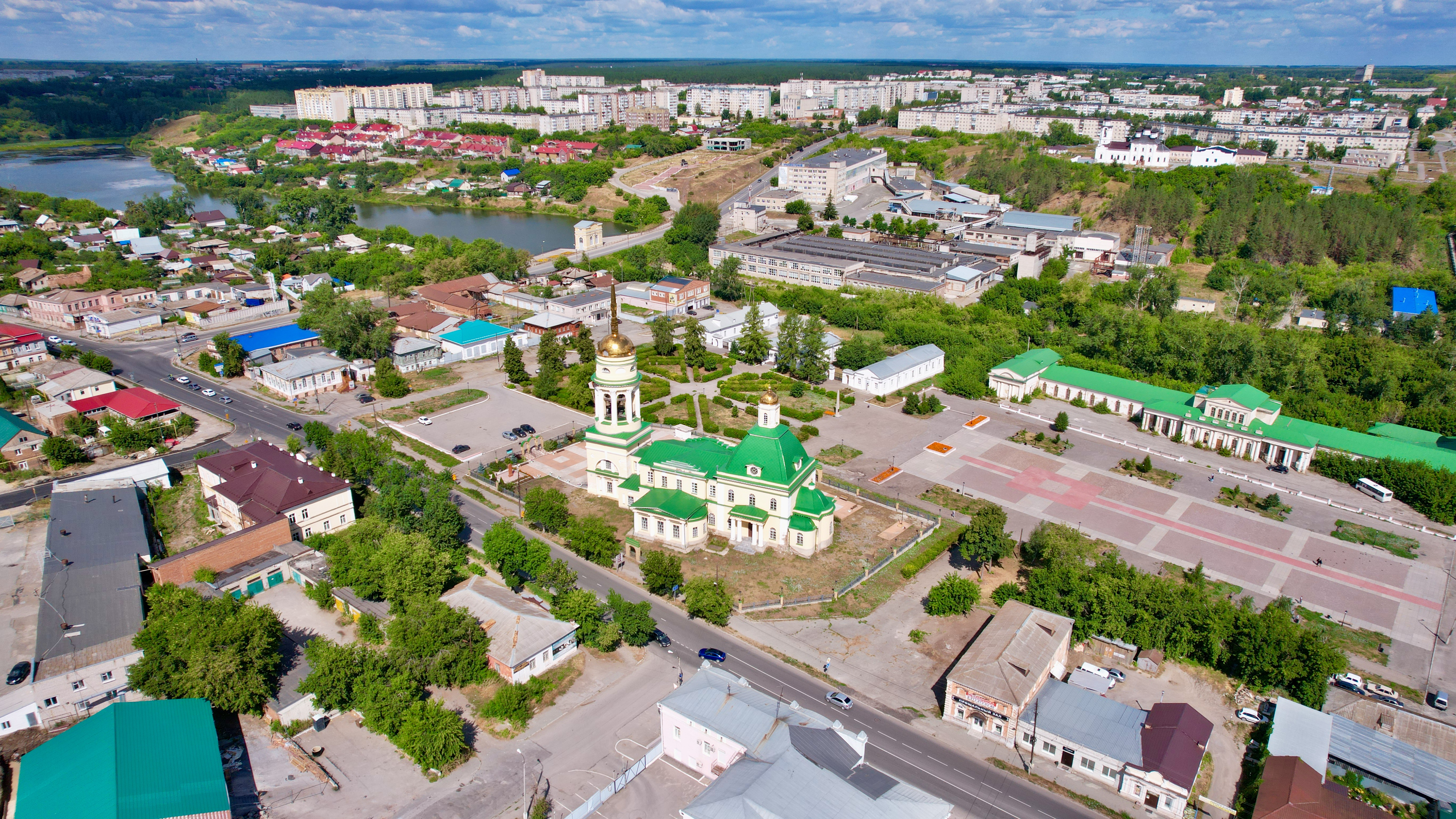
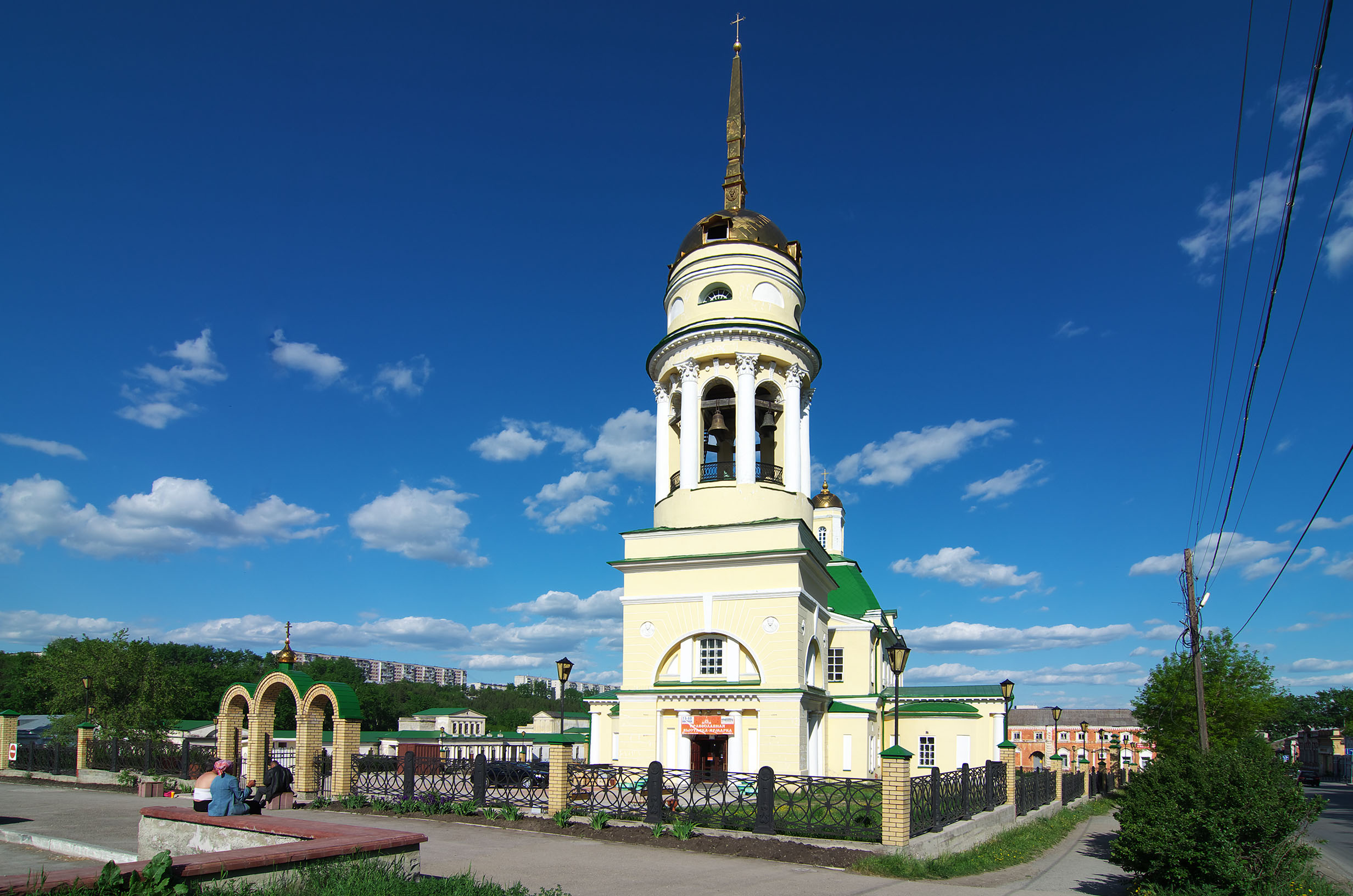
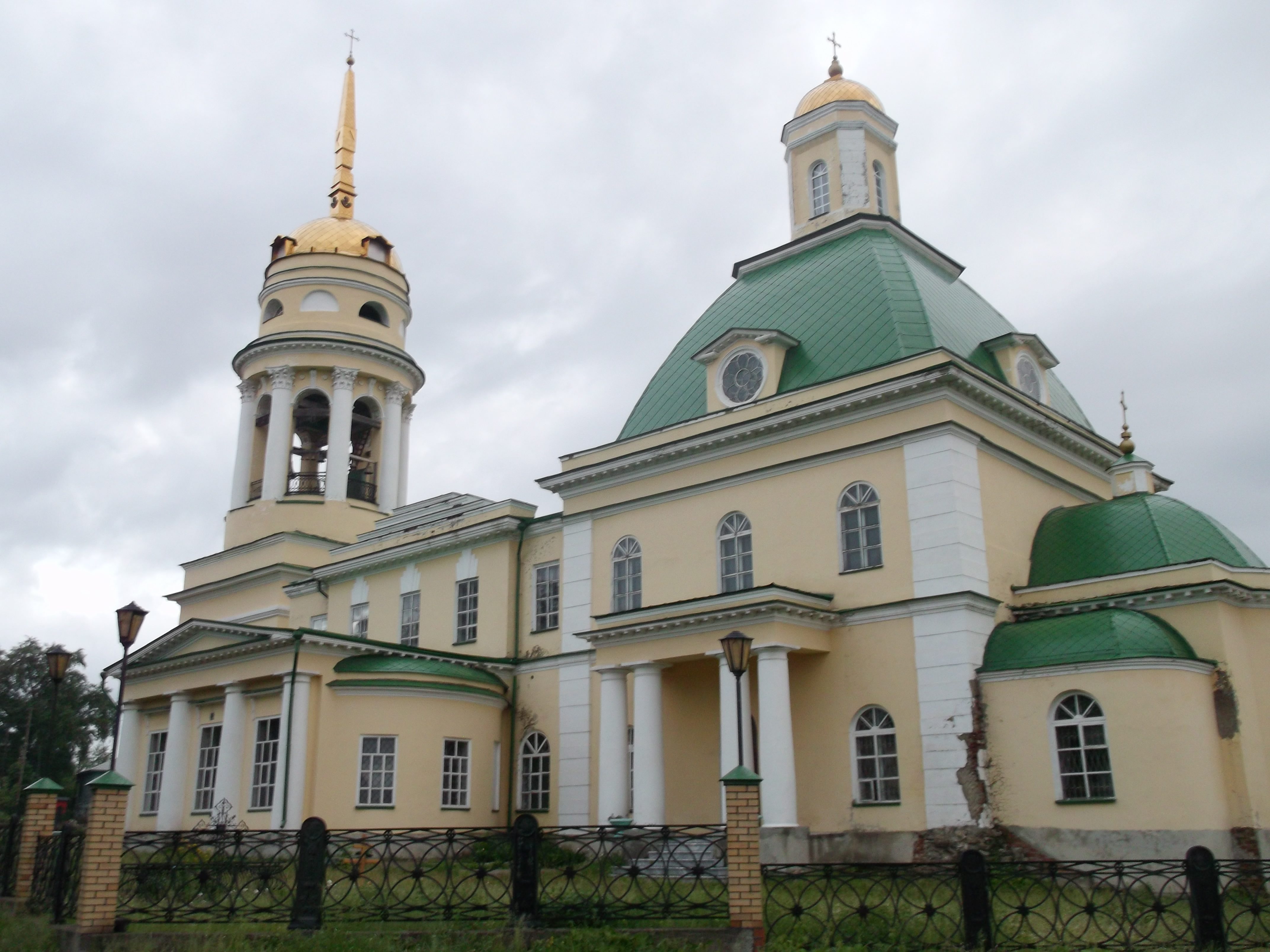
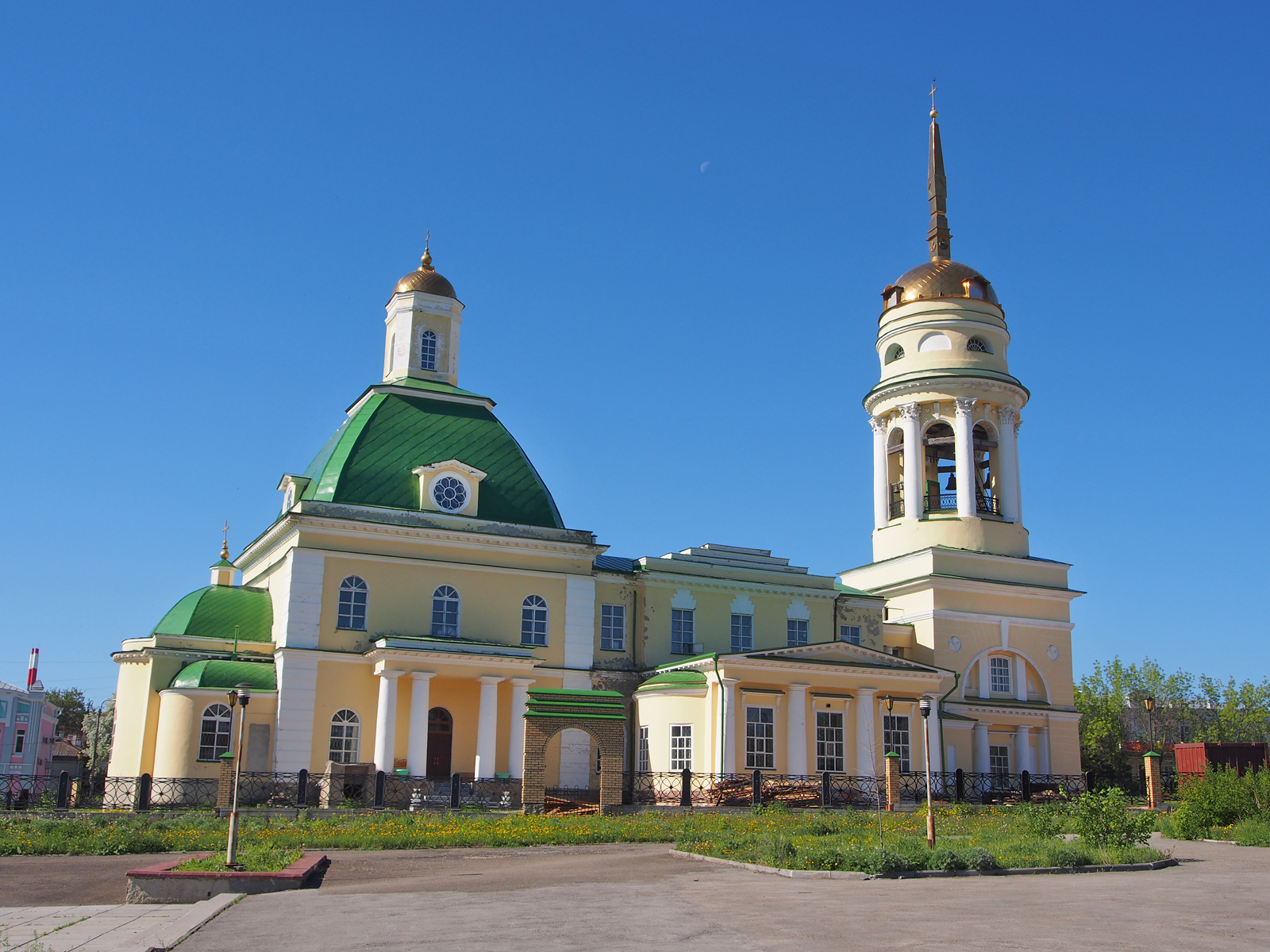
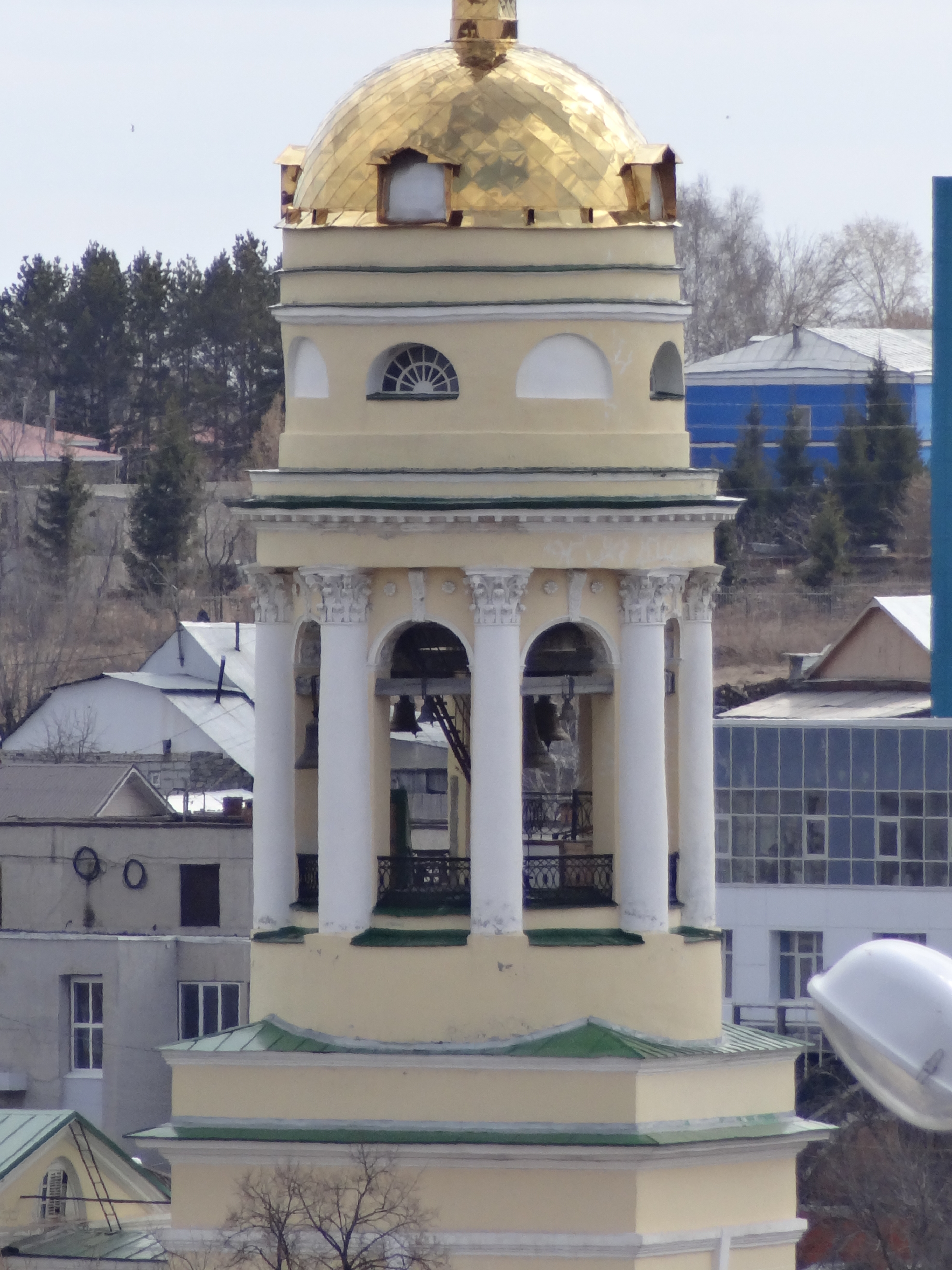
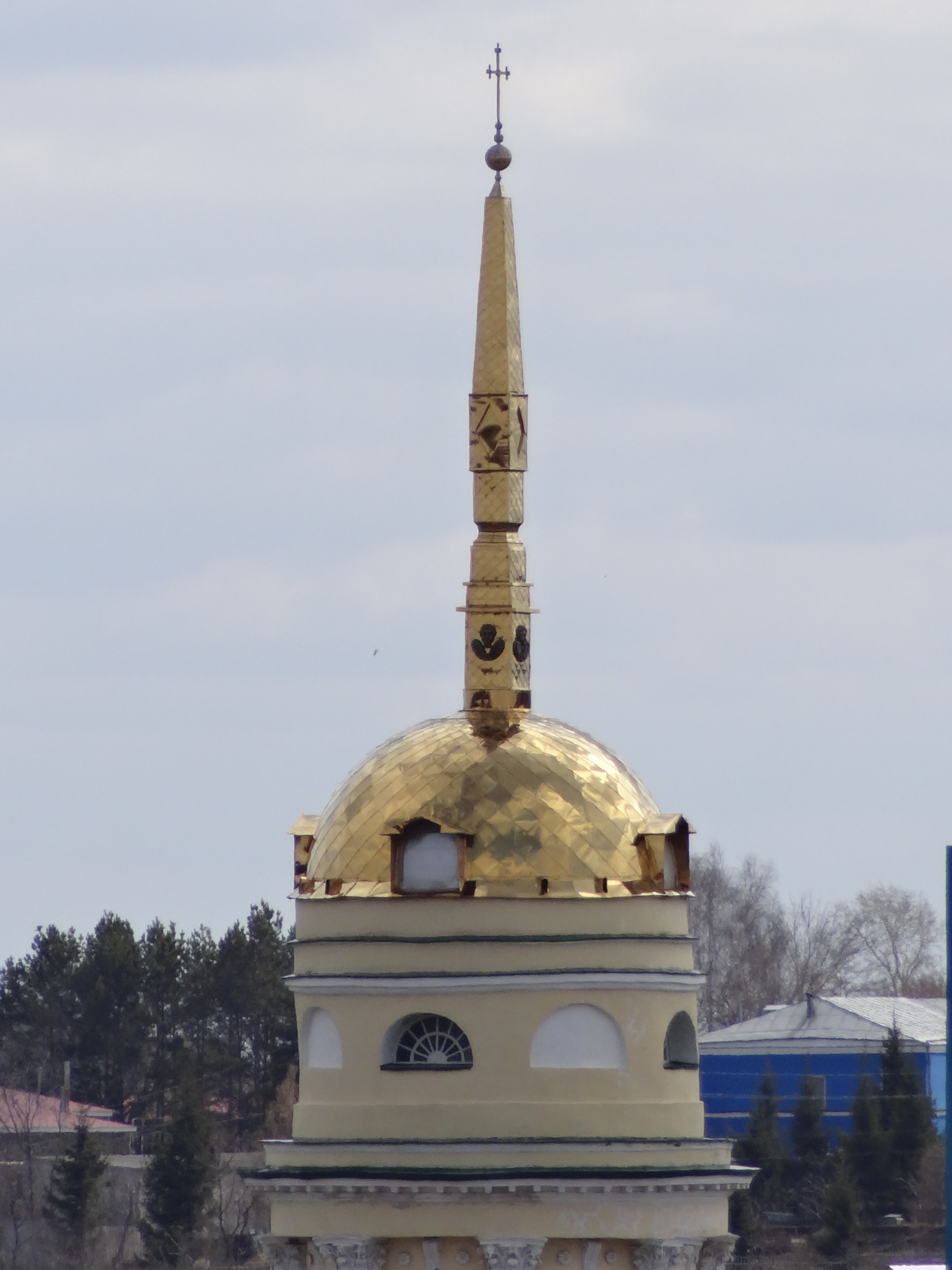